# Alfred Kollberg
Johan Alfred Kollberg, född 5 december 1884 i Tölö socken, Hallands län, död 25 mars 1956 i Jakobs församling i Stockholm, var en svensk ämbetsman. Han var far till Per Bertil Kollberg.
Alfred Kollberg var son till lantbrukaren Carl August Kollberg. Efter avslutad folkskola arbetade han först som varubud, sedan som sjöman, butiksbiträde och bromsare vid järnvägen. Efter att ha genomgått en ettårig kurs vid Filip Holmqvists handelsinstitut blev han 1904 biträde vid systembolaget i Kungsbacka, 1908 bokhållare vid systembolaget i Varberg och 1912 disponent för systembolaget i Alingsås. Här kom han i kontakt med Ernst Andrée, dåvarande chefen för Göteborgssystemet, och kom att intressera sig för rusdryckslagstiftningen. Kollbergs betänkanden och förslag uppmärksammades av myndigheterna, och 1916 utsågs han till innehavare av en nyinrättad post som inspektör vid kontrollstyrelsen och var med om att utforma lagstiftningen som låg till grund för Brattsystemet. 1920 blev han chef för inspektörsavdelningen, 1924 förste byråinspektör och 1930 VD för AB Göteborgssystemet. Kollberg var från 1933 även VD för Göteborgs allmänna restaurant AB, överdirektör och chef för kontrollstyrelsen 1935-1945, ledamot av kommittén angående spritdrycksförordningen 1935-1937, ledamot av kommittén angående kontrollstyrelsens organisation 1941-1942, ledamot av kommittén angående utskänkningsvinstens avveckling 1942-1943 och VD för Sveriges centrala restaurang AB 1945-1950. Han blev riddare av Vasaorden 1929 och av Nordstjärneorden 1934 samt kommendör av andra klassen av sistnämnda orden 1937 och kommendör av första klassen 1947.